# Indicatif régional 868

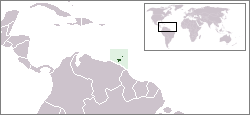
Trinité-et-Tobago

L'indicatif régional 868 (mnémonique TNT) est l'indicatif téléphonique régional de Trinité-et-Tobago.
L'indicatif régional 868 fait partie du plan de numérotation nord-américain.

## Historique
Cet indicatif a été créé par la scission de l'indicatif régional 809, le 1er juin 1997.
Jusqu'en 1995, plusieurs des îles des Caraïbes et de l'Atlantique, incluant Trinité-et-Tobago, ont partagé l'indicatif régional 809 à l'intérieur du plan de numérotation nord-américain. Entre 1995 et 1999, chacune de ces îles a reçu son propre indicatif. Trinité-et-Tobago a reçu l'indicatif 868 le 1er juin 1997.